# Optigan
L'optigan, un jeu de mots entre orgue et optique, est un clavier vintage, à l'origine distribué pour le marché de la consommation, produit par la société Mattel en 1970. Les versions les plus récentes (fabriquées sous licence et ciblant le marché professionnel) seront vendues sous le nom d'Orchestron.

## Histoire
Les premiers travaux commencent en 1968. L'optigan est publié en 1971 par Optigan Corporation, une branche de la société américaine Mattel, Incorporated.

## Artistes notables
Les artistes et groupes ayant utilisé l'optigan incluent notamment Crash Test Dummies, Elvis Costello, Jon Brion, Blur, Fiona Apple, Tom Waits, Low, Laurie Anderson, John Paul Jones et Vinicio Capossela.Steve Hackett